# Strömsdals bruk
Strömsdal var ett bruk i Juankoski vid forsen med samma namn i Nilsiästråten.
Strömsdals bruk grundlades 1746 som järnbruk och ägdes länge av släkten Tigerstedt. År 1915 inköptes Strömsdal av Kymmene Ab, som lade ned järnbruket och i stället grundade bland annat en kartongfabrik. Bolaget fusionerades 1940 med Kymmene Ab, som 1988 sålde rörelsen till ett separat bolag, Stromsdal Oyj (grundat 1987), där staden och det regionala elbolaget Savon Voima Oy har ett dominerande inflytande. Företaget hade 227 anställda 2002 och omsättningen uppgick 2005 till 56 miljoner euro. Verksamheten var flera år förlustbringande, vilket ledde till att Strömsdal 2008 gjorde konkurs.